# Euenkrates
Genre
Euenkrates est un genre de dermaptères de la famille des Chelisochidae.

## Espèces
- Euenkrates boesemani Steinmann, 1981
- Euenkrates elegans (De Bormans, 1900) [Srivastava 1976]
- Euenkrates simplex Ramamurthi, 1967
- Euenkrates variegatum Kirby, 1891 [Rehn 1927]